# ヴィクトリア・ムローヴァ
ヴィクトリア・ユリエヴナ・ムローヴァ（ムーロヴァ、ロシア語: Викто́рия Ю́рьевна Му́ллова, ラテン文字転写例: Viktoria Yurievna Mullova, 1959年11月27日 - ）はロシア出身のヴァイオリニスト。

## 経歴
モスクワ近郊ジュコーフスキーの出身。地元の音楽学校を経てモスクワ中央音楽学校に学び、モスクワ音楽院でレオニード・コーガンに師事。1980年にヘルシンキでのシベリウス国際ヴァイオリン・コンクールで、1982年にチャイコフスキー・コンクールで優勝。
1983年にフィンランドでの演奏旅行中に、伴奏者のヴァフタング・ジョルダニアと共に亡命を図り、ソ連の所有するストラディヴァリウスをホテルに残して、タクシーに飛び乗り国境を越えた。スウェーデンで政治的保護を求めるが、アメリカ大使館の開く週空けまでホテルに滞在しているようにというのがスウェーデン警察の指示であった。2日間ふたりは偽名でホテルの室内にこもり、受付に出て行くことさえしなかった。
西側へ移住後、ベルリン・フィルハーモニー管弦楽団やウィーン・フィルハーモニー管弦楽団、モントリオール交響楽団、サンフランシスコ交響楽団、バイエルン放送交響楽団など、世界の主要なオーケストラと共演している。エイジ・オブ・エンライトメント管弦楽団やオルケストル・レヴォリューショネル・エ・ロマンティークといった古楽器オーケストラとも共演しており、前者では指揮者も兼ねた。1990年代半ばからムローヴァ・アンサンブルを結成して、イタリアやドイツ、オランダで演奏活動を行い、バッハのヴァイオリン協奏曲を録音した。

## 録音について
多くのヴァイオリン協奏曲やバッハ作品の他、ポピュラー音楽やジャズにも取り組み、デューク・エリントンやマイルス・デイヴィス、ビートルズなどの録音がある。
小澤征爾の指揮するボストン交響楽団と共演した最初の録音（チャイコフスキーとシベリウスの協奏曲）は、モントルーのディスク大賞を受賞。1995年には、アバド指揮ベルリン・フィルハーモニー管弦楽団とのブラームスの協奏曲の録音（サントリーホールでのライヴ録音）により、エコー・クラシック賞とドイツ・レコード批評家賞ならびにレコード・アカデミー大賞（音楽之友社）を、アンドレ・プレヴィンとハインリヒ・シフとの共演によるブラームスの《ピアノ三重奏曲 第1番》の録音によりディアパソン・ドール賞を、バッハの《無伴奏ヴァイオリンのためのパルティータ》の録音によりグラミー賞にノミネートされた。

## 家族・親族
夫であるチェリストのマシュー・バーリー、息子ミーシャ、2人の娘であるカーチャ、ナディアがいる。なお、ミーシャの父親は指揮者のクラウディオ・アバド、カーチャ（カティア）の父親はアラン・ブラインド、ナディアの父親はバーリーである。

## 使用楽器
愛器は、1723年製のストラディヴァリウス「ジュールズ・フォーク」。準バロック様式の弓を用いている。バロック音楽の演奏会では、別の古楽器グァダニーニも使用している。